# Perro de montaña de los Pirineos
El perro de montaña de los Pirineos o gran pirineo es una raza de perro grande y majestuosa, usada tradicionalmente para proteger ganado ovino y empleado en los últimos años como perro de rescate y de terapia debido a su instinto pasivo y encantador. Es una raza de perro usada principalmente para el trabajo exterior, debido a su versatilidad ante las actividades. 
Hoy día la especie ha excedido con creces su ámbito geográfico habitual y es especialmente valorada en Australia y los Estados Unidos de América como perro pastor y guardián en grandes extensiones de pastos. Su nombre proviene de su lugar de origen, que es la frontera natural de la cordillera montañosa de la península ibérica entre España y Francia llamada Los Pirineos.

## Origen e historia
Es considerada una de las razas más antiguas documentadas, debido a que eran conocidos desde la Edad Media; sin embargo existen vestigios óseos que datan desde el año 100 a. C. También fue empleada durante casi un milenio por los pastores vascos, de donde adoptó el nombre. Mientras tanto en Francia ha sido el perro oficial de la corte francesa de Luis XIV hasta la desaparición de la misma durante la Revolución francesa y fue empleado como perro guardián en los castillos de Gastón Phoebus.
Se cree que esta raza es el ancestro directo del pastor de Maremma, aunque los datos genómicos indican que el perro de montaña de los Pirineos comparte clado genético con el podenco ibicenco, el cirneco del Etna y el sabueso del faraón, y sobre todo fue la raza inicial durante la creación del leonberger durante los años 1830.

## Tamaño y características físicas
Es un perro de tipo moloso, aunque de rasgos más estilizados y menos redondos de lo habitual en el tipo. Ésta es una de las mayores razas existentes. Los machos adultos pesan entre 50 y 60 kg, y suelen medir entre 70 y 99 cm de altura hasta la cruz. Las hembras son algo más pequeñas, entre 40 y 50 kg de peso y de 65 a 75 cm de altura. Su pelaje es muy grueso, de color principalmente blanco con manchas grises o de un tono crema en cara, patas y a veces cuerpo. Solo uno de cada cuatro presenta un pelaje totalmente blanco. Es conocido también como "el perro de pelo mágico", debido a su increíble autolimpieza. 
Otra de sus características diferenciadoras y comunes es la presencia de seis dedos en las patas posteriores en lugar de los cinco habituales, rasgo supuestamente buscado por los criadores originales para mejorar la tracción en terrenos nevados. De modo que tienen dos espolones en las patas posteriores y un espolón en las patas delanteras.

## Temperamento

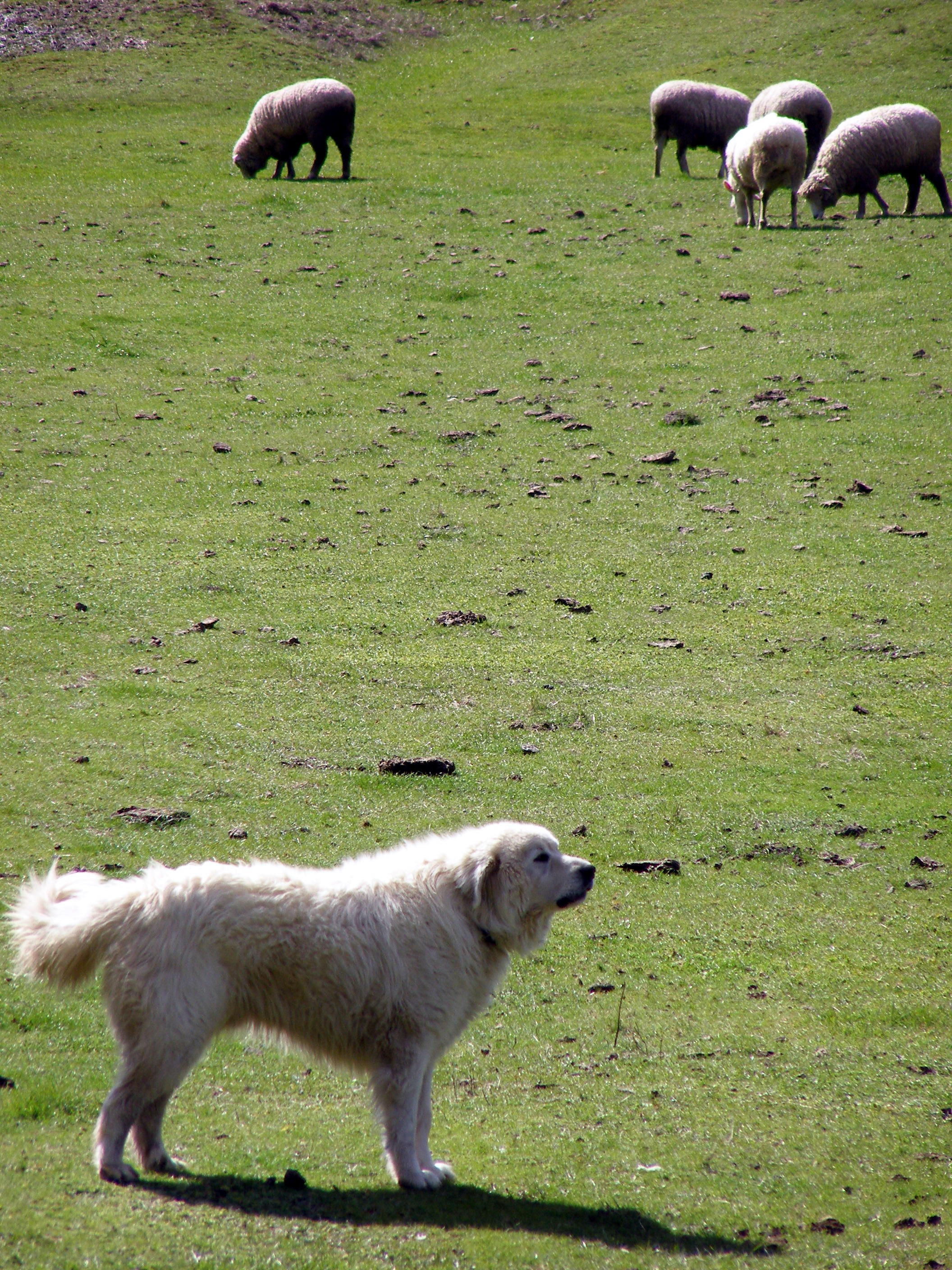
Ejemplar vigilando ovejas en un pasto.

El Gran Pirineo es considerado un perro leal y valiente, excelente guardián y esforzado protector de todos aquellos a los que considere dentro de su familia, ya que puede luchar hasta la muerte para defender a sus dueños. Son perros muy independientes, tremendamente pacientes con niños y otros animales y prácticamente incapaces de causar daño a sus dueños o cualquiera de sus propiedades. Sin embargo, todo su amor y cuidado puede convertirse en una feroz determinación cuando se trata de defender cualquier cosa que considere que se ha puesto a su cargo. Es el perro guardián por antonomasia, sobre todo contra cualquier tipo de predador o plaga animal, por lo que se trata de un perro que no se asusta prácticamente ante nada.

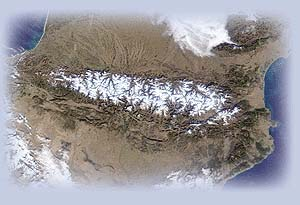
Los Pirineos, es la frontera natural de España y Francia, de donde es originario esta raza.

Sin embargo, no todo son ventajas. Por su tamaño, comen en mucha mayor cantidad que otras razas. Además tienen tendencia al sobrepeso, por lo que necesitan mucho ejercicio y largas caminatas. A pesar de su serenidad, se debe tener en cuenta su instinto aventurero que no conoce límites, debido a que llega a escaparse de su hogar para explorar otros lados, por lo que para cuidar el ganado, es necesario cercar el terreno. Es una de las razones porque esta raza es de las más extraviadas en Estados Unidos, debido a su comportamiento aventurero pero testarudo.
Su carácter precavido puede provocar también incidentes con extraños, sean personas o animales. Sin ser agresivo, es muy protector. No permitirá que ningún desconocido entre en su zona o se acerque a algo que considere bajo su protección. Afortunadamente casi siempre son progresivos en su reacción. Empezará lanzando ladridos de advertencia, seguirá con gruñidos cada vez más guturales a medida que se acorte la distancia, y llegará a las últimas consecuencias solo si el intruso le ha ignorado hasta entonces, lo que no es fácil teniendo en cuenta la potencia de su ladrido. Y a pesar de su desconfianza natural, se ha comprobado que se adaptan a personas "nuevas" con extremada rapidez. Otra gran característica de esta raza es que a pesar de su independencia, le gusta recibir atenciones de sus amos, sobre todo de niños.

## Adiestramiento y cuidados
La muda el pelo suele ser con frecuencia (normalmente dos veces al año en los cambios de estación de verano a otoño y de primavera a verano) y necesita por lo menos un cepillado semanal para mantener el pelo en buenas condiciones, se debe cuidar el crecimiento de sus uñas, sobre todo de los espolones que crecen con notoriedad, por lo que el corte debe ser periódico. 
El entrenamiento de obediencia y la socialización son imprescindibles en los cachorros, ya que crecen en tamaño y fuerza con mucha rapidez. Los malos hábitos, como saltar sobre la gente o tirar de la correa al pasear, deben ser eliminados cuanto antes. No es un perro recomendado para la ciudad, por lo que si se desea tener uno en una casa con jardín, se debe empezar la socialización temprana con personas, sobre todo niños y con animales domésticos más pequeños como conejos y gatos. Si no se dispone de un jardín grande o una gran extensión de terreno, los paseos diarios deben sumar por lo menos una hora, debido a que ama la tranquilidad pero no el ejercicio en exceso. 
Son perros recomendados exclusivamente para el campo, aunque el terreno donde debe estar viviendo y vigilando debe estar cercado con vallas adecuadas a su fuerza y tamaño para evitar que se escape. En caso de vivir en el campo, se debe tener una cerca bien asegurada sin salida, ya que si el can considera que debe explorar qué hay tras la esquina para asegurarse de que no hay algún peligro acechando, se encaminará hacia la misma con un trote decidido mientras su dueño se queda ronco gritándole que vuelva. Por lo tanto, no es un perro apto para concursos de obediencia. Sobre todo, hay que tener en cuenta que es una raza muy ágil, pudiendo saltar incluso más de 2 metros de altura, por lo que las vallas también deberán ser altas.
El Gran Pirineo es, además, un guardián proactivo: en lugar de quedarse rondando en la zona a vigilar, se dedica a merodear por los alrededores siguiendo un patrón concéntrico, volviendo de vez en cuando sobre sus pasos. Es una característica excelente para un perro pastor que esté solo en medio del campo, porque le permite detectar posibles peligros mucho antes de que lleguen a una distancia de amenaza. Pero en cualquier otro entorno, eso significa que no se quedará nunca dentro de la propiedad, independientemente del espacio que abarque. 
Sea cual sea el tamaño del jardín o terreno, tiene que mantenerse completamente vallado si se quiere mantener dentro al perro. Por la misma razón y si viven en una ciudad, no pueden llevarse nunca por la calle sin correa. Son perros muy curiosos ante cualquier novedad, de modo que en cuanto ponen los pies en la calle, si van sueltos, lo más habitual es que desaparezcan de la vista y regresen a casa al cabo de varias horas, o incluso días. Lo cual, mezclado con su independencia natural, da pie a otro problema típico: les cuesta aceptar órdenes, por lo que durante el adiestramiento necesitan de 100 a 150 repeticiones diarias, por lo que se trata de una raza canina que se le debe dedicar tiempo y pueda aprender las tareas que se le van a asignar.

## Salud y enfermedades

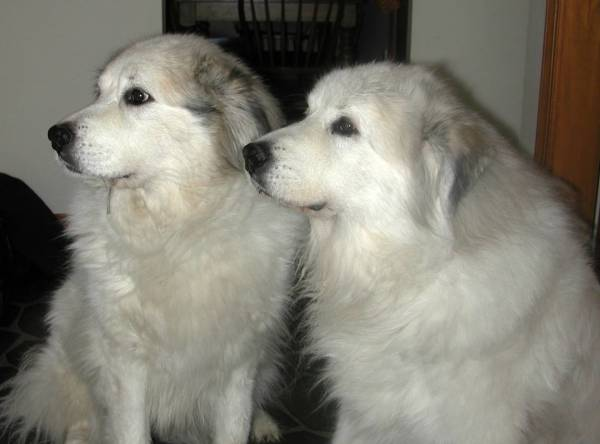
Dos hembras adultas.

Se debe evitar los paseos largos y el ejercicio en exceso, en especial cuando son jóvenes de un año en adelante, dado que al tratarse de perros molosos, las extremidades pueden sufrir problemas si se realiza demasiado ejercicio durante el crecimiento. Y, sobre todo, no se recomienda para casas de dos pisos, ya que no deben subir y bajar escaleras durante el primer año de vida. A pesar de que es considerado como una de las razas más resistentes y menos propensas a sufrir enfermedades, los problemas en la cadera y de articulaciones están presente, sobre todo la displasia de cadera, un problema común y hereditario en razas molosas cuando envejecen.
La dermatitis es un problema común en ellos, sobre todo en verano, por lo que hay que cuidarle mucho del polvo y de sus ojos, ya que son propensos a sufrir conjuntivitis.